# Teuabu Village
Teuabu Village är en ort i Kiribati.   Den ligger på ön Nonouti i ögruppen Gilbertöarna, i den sydöstra delen av landet, 260 km sydost om huvudstaden Tarawa. Teuabu Village ligger 12 meter över havet och antalet invånare är 304.
Terrängen runt Teuabu Village är mycket platt.  Närmaste större samhälle är Rotuma Village, 9,0 km sydost om Teuabu Village. 